# Alexandre Abramski
Alexandre Savvatevich Abramski (22 janvier 1898 - 29 août 1985) est un compositeur russe qualifié de « folkloriste ».

## Biographie
Alexandre Abramski est né le 10 janvier 1898 (22 janvier dans le calendrier grégorien) dans la ville de Loutsk.
Il a pris des leçons de piano avec Constantin Igoumnov et de composition avec Gueorgui Catoire.
Entré au conservatoire de Moscou dans la classe de composition (classe de Nikolaï Miaskovski), il en sort diplômé en 1927 et participe à de nombreuses œuvres folkloriques jusqu'en 1951. Il est également enseignant dans des ateliers de composition et membre de l'Union des compositeurs soviétiques.
Il est enterré au cimetière Mitinskoïe.

## Œuvres
Liste non exhaustive
- 1926 : Cantate « le Souffle de la Terre » (Дыхание земли) sur des paroles de Velimir Khlebnikov
- 1927 : Symphonie
- 1929 : Concerto pour piano et bois
- 1930 : Poème symphonique « 1905 »
- 1931 : Poème symphonique  « steppe et marche » (Степь и Поход)
- 1933 : Symphonie
- 1938 : Suite sur le thème de l'URSS et de la Chine
- 1941 : Concerto pour piano
- 1943 : Drame musical Ouïghour « Lyaylihan et Anarhan » (Ляйлихан и Анархан)
- 1946 : Poème symphonique « Ode »
- 1946 : « conversation Petchora »
- 1947 : poème musical « Rencontrez les personnages » (Встреча героев)
- 1951 : Oratorio « à la gloire des mineurs » (Шахтёрская слава)
- 1959 : Recueil de « Chants du Nord de la Russie » (paroles de Nicholas Dorizo)
- 1963 : Oratorio « l'Homme qui marche » (pour chœur, trois accordéons et orchestre, sur des paroles de V. Kuznetsov Semernina)
- 1961 : Cantate « Chanter Lénine » (paroles de Dremova)
- 1967 : « Fort, courageux mais aussi adroit » (paroles de L. Vassilieva)
- 1969 : Cycle de chansons « Byvalschiny » (paroles de L. Vassilieva, Vladimir Butenko, G. Georgiev)
- 1970 : Symphonie « Arc-en-ciel » (avec chœur, paroles de Victor Bokova )
- 1971 : Cantate « Au bord du lac du Silence » (Край озерной тишины) (paroles de Vladimir Kuznetsov Semernina)
- 1971 : Pièce « La Réunion »
- 1972 : Chœurs du cycle « Lumières du Nord »
- 1977 : Oratorio « Dandes »
- 1982 : Cantate « des étendues de miel » (Дорогая, неоглядная)
- 1982 : Cantate « le rivage de Privetnoye » (Земля приморская приветная)

Alexandre Abramski a également écrit plus de 50 chanson, 23 romances sur des paroles de Pouchkine, Lermontov, Fiodor Tiouttchev, Alexandre Blok et autres poètes contemporains, 7 pièces de théâtre, et a recueilli plus de 60 chansons folkloriques.

## Sources et bibliographie
- Ch. Ed. V. Keldysh, Encyclopédie musicale, t. 1, Encyclopédie Soviétique, Moscou, 1973 (ru)